# Arnór Guðjohnsen
Aquest és un nom islandès. El aquest cas el darrer nom és un cognom. Però la manera usual de referir-se a aquesta persona és pel nom de pila.
Arnór Guðjohnsen (Reykjavík, 30 d'abril de 1961) és un exfutbolista islandès que va jugar de davanter. La seva etapa més rellevant són els set anys que va jugar a l'Anderlecht belga, on va arribar a ser màxim golejador la temporada 1986-1987. És el pare del també futbolista Eidur Gudjohnsen.
Arnor i Eiður són els únics pare i fill que han jugat amb la selecció de futbol d'Islàndia, durant el mateix partit, el dia 24 d'abril de 1996 (Arnór tenia 34 anys i Eiður només 17). Ara bé, no van arribar a jugar junts, ja que Eiður va entrar com a substitut del seu pare durant la segona part del partit. Islàndia va guanyar Estònia 3-0.
Quan van tenir l'oportunitat de jugar junts un partit internacional, el jove Eiður es va trencar el turmell en un torneig sub-18. La lesió el va apartar dues temporades, durant les quals Arnór va penjar les botes.
Guðjohnsen, el pare, va jugar 73 partits amb la selecció nacional d'Islàndia i va anotar 14 gols, quatre en un partit contra Turquia. Va jugar el seu últim partit internacional l'octubre de 1997, contra Liechtenstein.

## Palmarès
- Lliga belga (3):
  - 1985, 1986, 1987
- Copa belga (2):
  - 1988, 1989
- Supercopa belga (3):
  - 1985, 1986, 1987